# Кусачки
Куса́чки, острогубцы — режущий инструмент, в котором используется принцип рычага для того, чтобы увеличить усилие, прилагаемое для перерезания материала. 
Если режущие кромки (губки) находятся в одной плоскости с ручками, или под небольшим углом, такие кусачки называются бокорезами. Если губки поперечны плоскости рукояток, то — торцевыми или клещи.
Кусачки применяются для разрезания проводов и проволоки, разрезания отдельных составляющих кабелей, для выполнения небольших резов металла, пластмассы во время монтажа/демонтажа оборудования. Кусачки позволяют перерезать провода различного, в основном небольшого диаметра. Для облегчения работы провод при перекусывании держится как можно ближе к шарниру кусачек. 
Существуют кусачки различных форм и размеров, в том числе — силовые кусачки, приспособленные к перерезанию особо толстых проводов. Силовые кусачки, предназначенные для перекусывания толстых прутков металла, называются болторезы.
Из соображений электробезопасности и для удобства пользования обе рукоятки кусачек зачастую облачены в изоляционный материал, что позволяет применять их в качестве электромонтажного инструмента для работы под напряжением. Инструмент для электромонтажных работ выпускается изолированным, изолирующим и гибридным. Изолированные кусачки имеют изолирующее покрытие рукояток. Изолирующие — выполняются из изоляционного материала с металлическими режущими вставками. Материал изоляции должен быть несминаемым, влаго-, масло- и бензостойким, не хрупким и нескользким. Необходимо учитывать, что электроизоляция обеспечивает защиту от поражения электрическим током в пределах, соответствующих материалу изоляции (обычно не более 1000 В).
Отдельно существуют маникюрные и педикюрные кусачки с прямой и вогнутой режущей кромкой, которые используются для обрезания ногтей и загрубевшей кожи на стопах ног.

## Медицинские кусачки
Кусачки широко используются в хирургии, в основном для перекусывания костной и хрящевой ткани. Благодаря рычагам хирургические кусачки облегчают работу хирурга, уменьшая усилие рук, снижают вероятность травмирования прилегающих тканей.
Кусачки Дальгрена — общее название ряда нейрохирургических инструментов для вскрытия полости черепа.
Кусачки Егорова — Фрейдина — хирургический инструмент для операций на черепе или позвоночнике.
Кусачки костные Листона — общее название ряда схожих инструментов с удлиненными ручками и прямыми режущими кромками для операций на позвоночнике.
Кусачки Люэра — хирургический инструмент с режущими кромками в форме овальных ложек для скусывания костной ткани сосцевидного отростка височной кости.
Кусачки Янсена костные для операций на позвоночнике — хирургический инструмент для операций на позвоночнике с короткими режущими рабочими частями.